# 4289 Biwako
4289 Biwako eller 1989 UA2 är en asteroid i huvudbältet, som upptäcktes den 29 oktober 1989 av den japanske amatörastronomen Atsushi Sugie i Dynic-observatoriet. Den är uppkallad efter Biwasjön.
Asteroiden har en diameter på ungefär 7 kilometer.